# 満足 K.349
『満足』（まんぞく、Der Zufriedenheit ）K.349(367a) は、ヴォルフガング・アマデウス・モーツァルトが作曲した歌曲。副題は「金や財産など私に何のかかわりがあるのだろう」（Was frag ich viel nach Geld und Gut ）。なお、同名の歌曲（K.473）が存在する。

## 概要
モーツァルトは1780年に、翌年の謝肉祭に上演されるオペラの依頼を受け、『イドメネオ』の作曲を始めた。そして同年11月6日から上演の準備のためミュンヘンに滞在し、翌1781年1月に完成するまで、作曲のかたわら、歌手と打ち合わせをしたりオーケストラのとの試演を繰り返していた。この『満足』K.349は1780年11月から1781年の3月にかけてミュンヘンで作曲された。注文主はミュンヘンのホルン奏者マルティン・ラングという人物であった。
19世紀前半のビーダーマイヤー時代と共通するつましい小市民的な世界観を歌っているが、これは18世紀中葉にもしばしば認められるものである。作品は2種類の版が存在し、1つはピアノ伴奏で、もう1つはマンドリン伴奏である。どちらがオリジナルなのかは不明だが、現在のところマンドリン版がオリジナルと見られている。しかしそこには伴奏だけでなく、歌の旋律型にも多少の相違が見られる。
なお、詞は後に牧師となったゲッティンゲン詩派の詩人ヨハン・マルティン・ミラーによるものである。

## 録音
エディト・マティス（ソプラノ）、越智敬（マンドリン）の録音が存在する。